# Kanton Chârost
Kanton Chârost (francouzsky Canton de Chârost) je francouzský kanton v departementu Cher v regionu Centre-Val de Loire. Tvoří ho 13 obcí.

## Obce kantonu
- Chârost
- Civray
- Lunery
- Mareuil-sur-Arnon
- Morthomiers
- Plou
- Poisieux
- Primelles
- Saint-Ambroix
- Saint-Florent-sur-Cher
- Saugy
- Le Subdray
- Villeneuve-sur-Cher